# Puchero

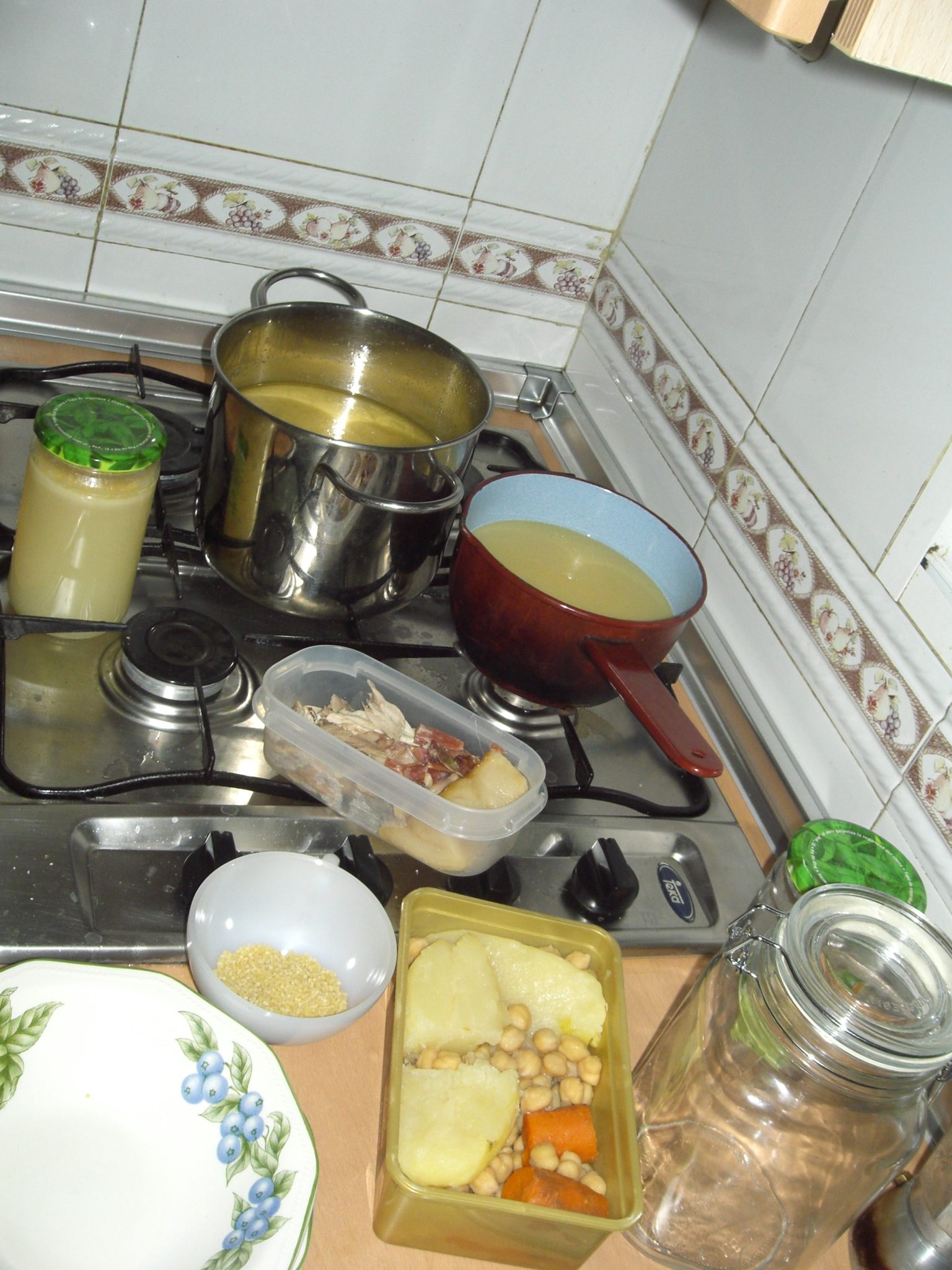
Puchero andaluz. Se presenta su caldo, la pringá (las carnes) y la verdura.

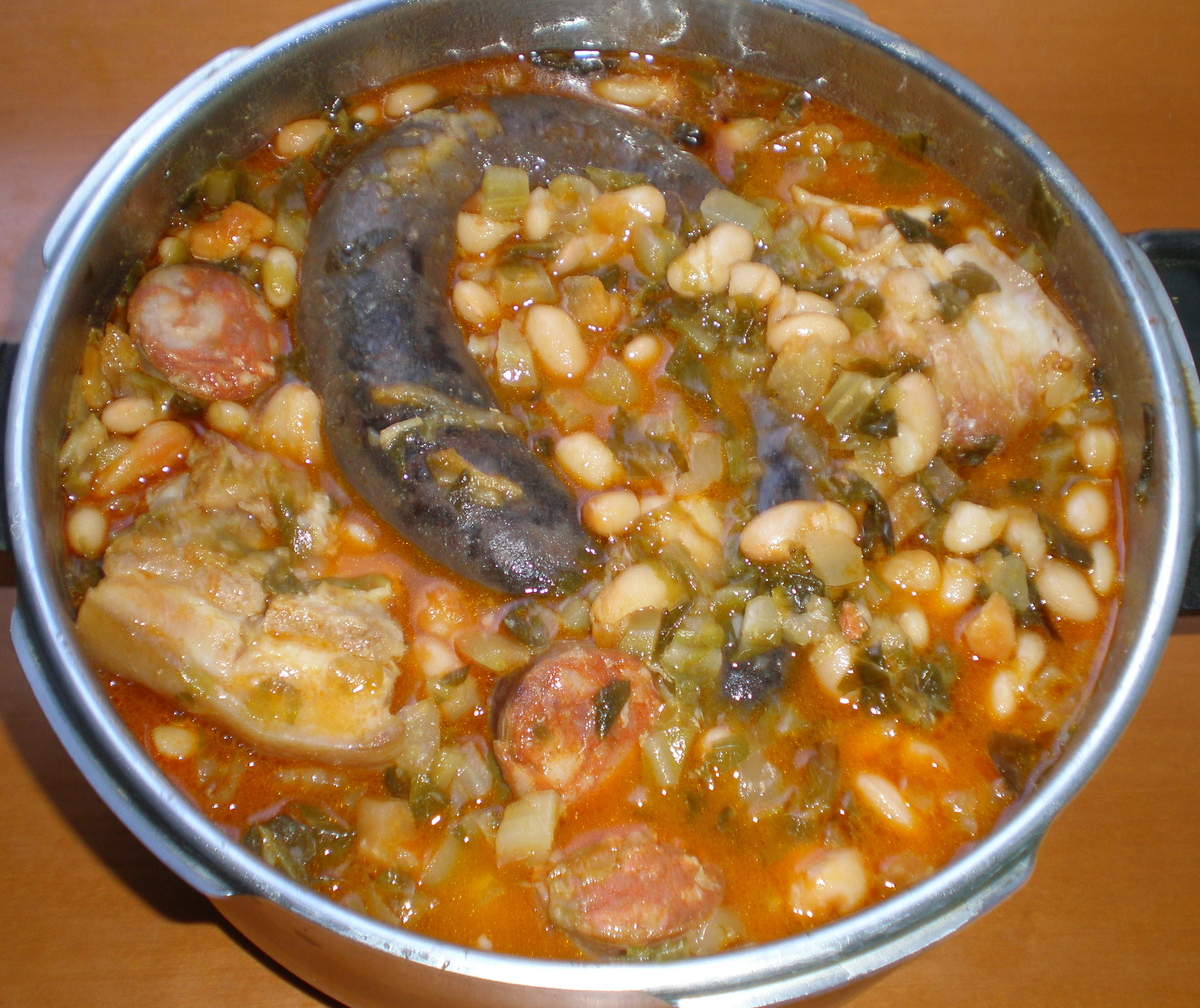
Cocido montañés, o puchera montañesa, de alubias y berza, típico de Cantabria.

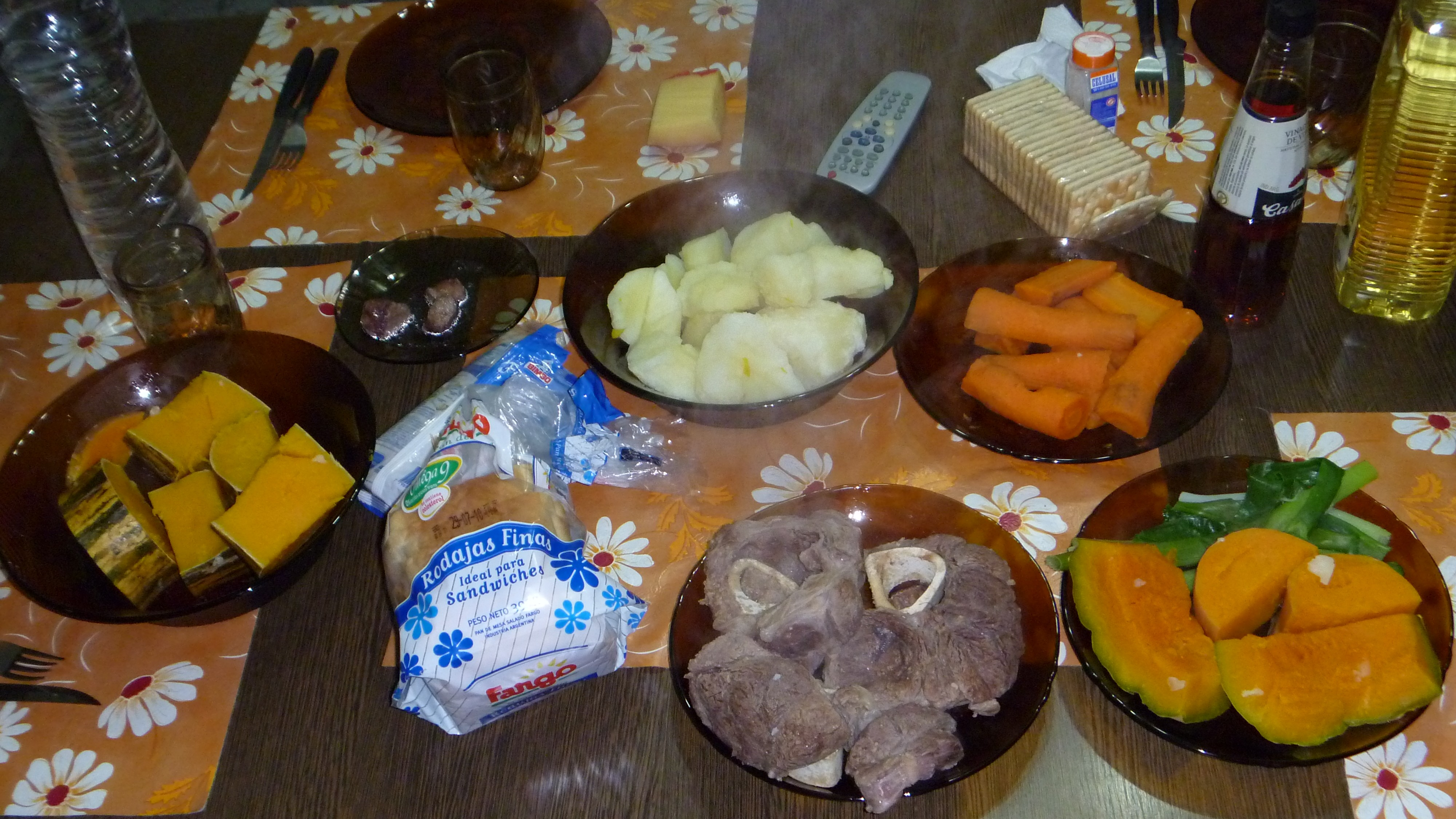
Puchero argentino servido (ossobucco, papa, zapallo, calabaza, pan y zanahoria).

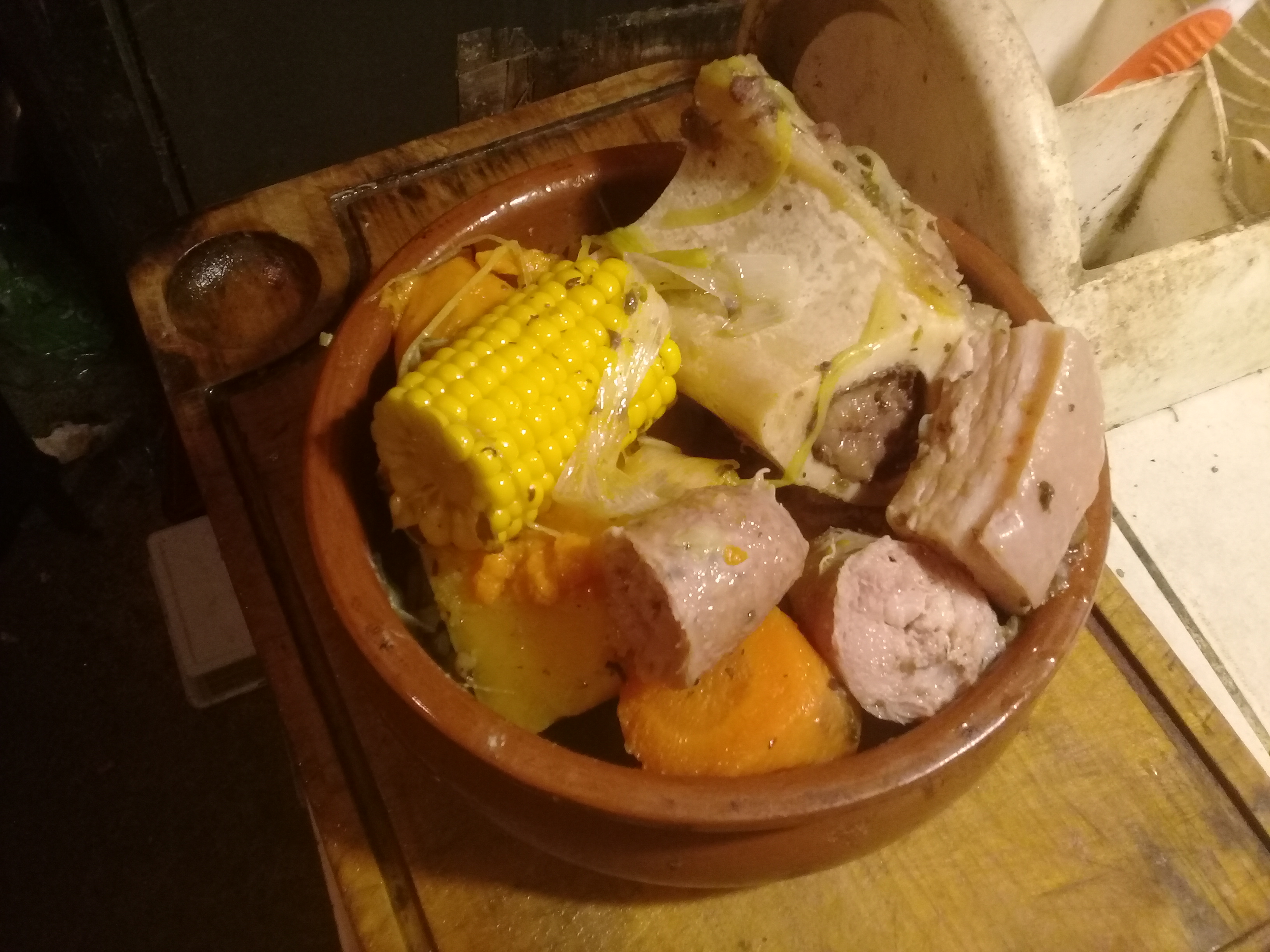
Puchero argentino (pecho, chorizo, tocino, caracú, papa, batata,choclo y zapallo).

El término puchero es el nombre de varios tipos de cocidos preparados que los españoles extendieron por todos sus dominios imperiales en Nueva España (América) y Asia:
Argentina,
Bolivia,
Chile,
Colombia,
Filipinas,
México,
Paraguay,
Uruguay y
en el sur de Brasil. 
Toman el nombre del puchero de barro (recipiente de arcilla en el que de forma tradicional se han cocinado estos platos a lo largo de la historia.
El nombre «puchero» proviene del latín pultarĭus, que viene del latín puls (harina cocida en agua), el cual en español antiguo se decía «puche».
Similar al sancocho (guiso típico de España, principalmente de las islas Canarias, que los españoles extendieron en sus territorios conquistados) se diferencia de este en que las carnes se sirven en un plato aparte.

## Preparaciones

### Puchera montañesa
El cocido montañés, o puchera montañesa, es el plato gastronómico típico español de Cantabria que, a diferencia de otros tipos de cocidos típicos del país, no lleva garbanzos como elemento principal del plato. Es un guiso de interior cuyos componentes esenciales son la alubia blanca y la berza, a las que se añade el compango procedente del matacíu del chon (chorizo, costilla, morcilla y tocino) y relleno de migas, huevo y carne.
Puchero andaluz

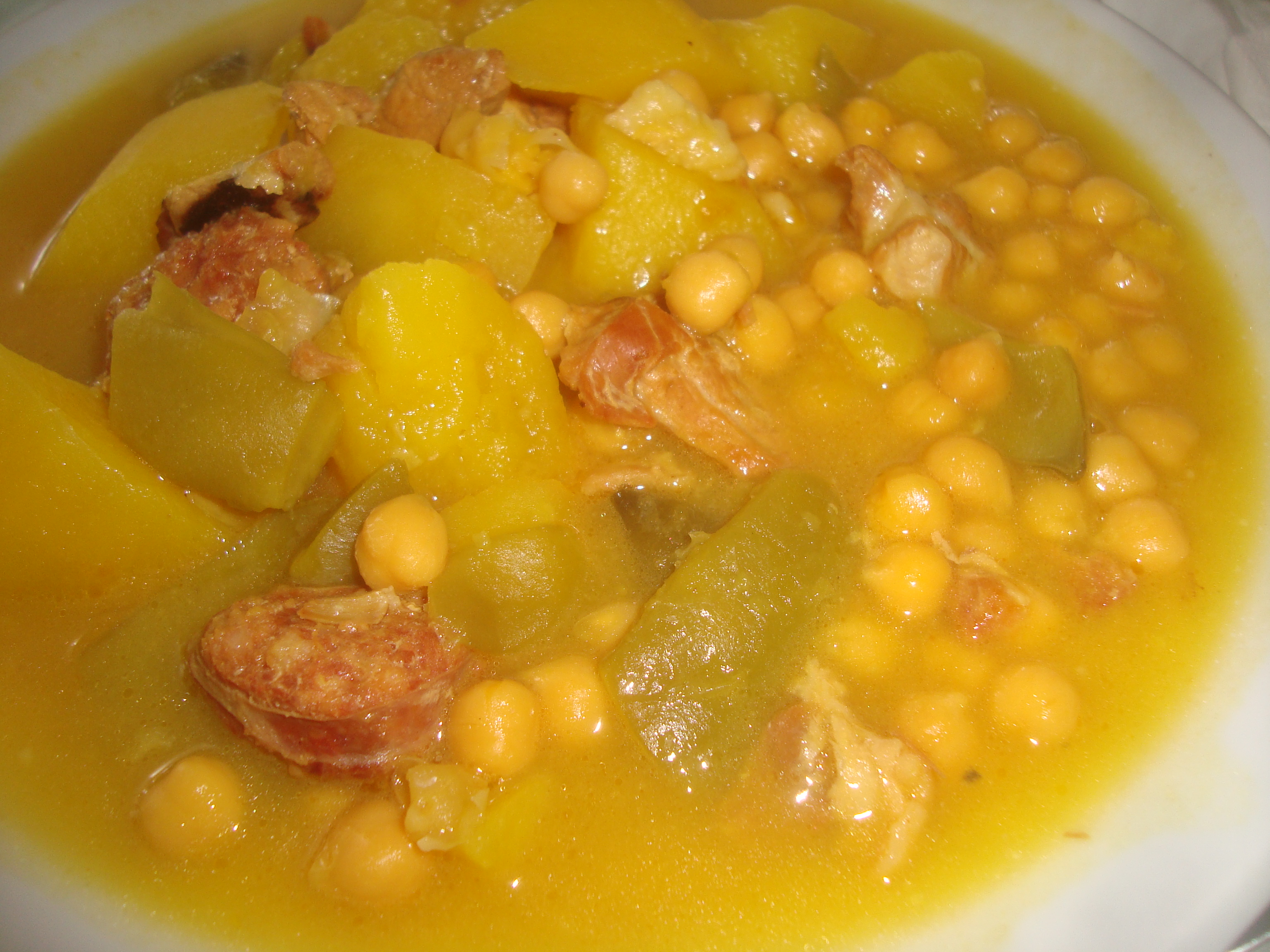
Puchero, cocido de garbanzos (Castellón, España).

Consiste en un guiso formado principalmente por caldo que se obtiene de la cocción conjunta de carne de ternera, cerdo y gallina o pollo, tocino, huesos salados (hueso blanqueado de vaca y costilla de cerdo salada, a veces hueso de jamón serrano) en compañía de algunos vegetales, fundamentalmente garbanzos, y patata. También suelen añadirse otras verduras para complementar el sabor del guiso, como zanahorias, berza, apio, puerro, calabaza, acelgas o nabo.
El caldo del puchero se suele usar para preparar sopas de arroz, fideos u otro tipo de pasta de sémola dura de trigo de pequeño tamaño. También suele emplearse el caldo para preparar pirón, ya sea de gofio o fariña.
En sus orígenes, era una comida campesina andaluza, y como tal, se aprovechaban todos sus restos por lo que fueron surgiendo platos derivados. El caldo que sobra, llamado caldo —o caldito— de puchero, se toma con unas hojas de hierbabuena, a modo de consomé, la pringá, que es la carne y el tocino usados para hervir la sopa, se sirve normalmente como segundo plato, tras el puchero de plato principal. Al día siguiente, con los restos del pollo (o del jamón), se suelen cocinar los restos de la carne para hacer croquetas, o en otras localizaciones, se suele preparar la denominada ropa vieja.
Algunas variaciones, siendo cocido, añaden al caldo de puchero yema batida o vino, y verduras como apio, berza, puerro, etc.

### Puchero andino peruano y boliviano
El puchero andino peruano y boliviano o puchero serrano, es otra variante del puchero que los Españoles llevaron a Nueva España ...se le conoce como timpu.  En el Perú tradicionalmente es servido en los carnavales de febrero como parte de las festividades. Mucha gente espera estas fechas para degustarlo. Para la cocción, como combustible se emplea leña seca y algunos troncos. Entre los ingredientes principales están: tocino, carne deshidratada de res, garbanzo, col, choclo, zanahoria, papa, camote, yuca, durazno, pitus y raqacha.

### Puchero rioplatense
El puchero rioplatense otra variante del puchero que los Españoles llevaron a la Nueva España, es semejante al puchero andaluz del cual deriva. Sin embargo, en la región del Río de la Plata toman preponderancia las carnes sobre los vegetales debido a la abundancia de éstas; de hecho es poco común -en esta variedad de puchero- la presencia de garbanzos (tan comunes en los cocidos ibéricos), en muchas partes de Argentina y sobre todo en Paraguay y Uruguay, donde no se incluyen.
El protagonismo de las carnes en el puchero es cuantitativo y cualitativo. Esto significa que no sólo es generoso en cantidad de carnes, sino que se buscan especiales tipos de cortes de carne. Tanto es así que uno de ellos toma su nombre de este plato, por lo que nunca ha de faltar el puchero en el puchero, y otros cortes vacunos que tengan hueso como el caracú u osobuco (o, en su defecto, carne de aves de corral (en este último caso el más común es el llamado "puchero de gallina"). 
Otra diferencia con el puchero andaluz es la combinación de carnes dado que en la gastronomía del Río de la plata la carne de vaca suele consumirse por separado de la carne de ave, por lo que derivó en dos variedades de puchero, el puchero clásico y el puchero de gallina.
Los ingredientes típicos de un puchero rioplatense, además de las carnes, son al igual que el andaluz papa, zanahoria, mandioca, choclo y zapallo que vendría a reemplazar la calabaza y a diferencia del andaluz, se le suele agregar batata, puerro, El puchero rioplatense no utiliza chorizo colorado, ni huevos. Sin embargo el puchero uruguayo a diferencia del argentino, utiliza tocino y repollo, de este último se dice que sirve para desgrasar el caldo.
La preparación suele ser sencilla: se van poniendo en la cacerola casi colmada de agua los ingredientes antes mencionados -por su dureza se suelen poner las carnes primero junto con los garbanzos-. Tales ingredientes suelen ser fraccionados o cortados adecuadamente —en cuanto a las papas, si estas son pequeñas conviene ponerlas íntegras—; todo se hierve con fuego moderado hasta que se encuentre a punto -señal de ello suele ser el grado de cocción de las papas, que deben estar suficientemente tiernas para el paladar humano aunque no a punto de disolverse-. Una vez cocido se separan los ingredientes sólidos del caldo; este último puede usarse para preparar (como el tuco) (principalmente sopas de fideos), o para beber en consomé.
Los ingredientes sólidos casi siempre aliñados a gusto de cada comensal con aceite de oliva y especias al gusto (generalmente sal, pimienta, perejil, salsa fermentada de tomate y mostaza). Todo esto se sirve en amplios platos.

### Puchero de tres carnes
También conocido como 'Puchero Campechano', otra variante del puchero que los Españoles llevaron a Nueva España, es parte de la cocina tradicional Campechana y se caracteriza por ser aderezado con un salpicón de fuerte sabor cítrico, que lleva cilantro, rábano, cebolla y naranja agria o de Castilla. Puede llevar una gran cantidad de vegetales como garbanzo, elote, colinabo, Chayote, plátano macho y calabacín, entre otros. Se le agrega también un fideo grueso local y como proteína carne de res, codillo de cerdo y tuétano (o huesos grandes que contengan gran cantidad de este). Usualmente es servido en platos grandes y hondos, acompañado de arroz blanco, tortillas de maíz y el caldo propiamente dicho es aderezado con el salpicón antes mencionado. Junto con el frijol con puerco Es un platillo muy común en las casas Campechanas, aunque no lo es tanto en restaurantes especializados en comida Campechana.

### Puchero santafereño
Otra variante del puchero que llevaron los Españoles a Nueva España, plato Bogotano. Mientras en la mayor parte de Colombia se preparan distintas clases de sancocho, en Bogotá y el altiplano cundiboyancense se preparan diferentes tipos de puchero. A diferencia del sancocho, en el cual todos los ingredientes se cocinan y se siven en un mismo plato hondo grande junto con el caldo, en el puchero santafereño el caldo se sirve aparte, y las carnes y vegetales se sirven en un plato o bandeja con arroz blanco, aguacate y un poco de hogao (guiso criollo). En cuanto a los ingredientes, se usan principalmente carne de res, cerdo, plátano, yuca, papa sabanera, papa criolla, mazorca, chorizo y repollo, y puede traer otros ingredientes, como pollo, auyama, zanahoria y plátano verde, y en cuanto a los aliños se usan principalmente comino, cilantro, laurel y color. El guiso criollo (hogao) se prepara con cebolla larga picada, mantequilla, tomate, sal, ajo, color y comino.